# Vilaboa
Vilaboa est une commune espagnole de la province de Pontevedra, située dans la communauté autonome de Galice.